# Great Sioux Reservation

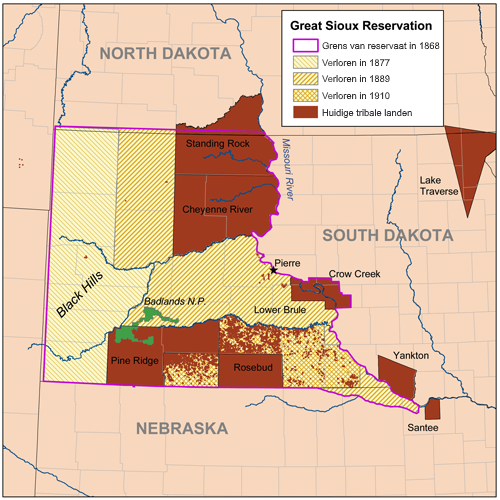
De evolutie van het reservaat

Het Great Sioux Reservation was een indianenreservaat voor de Lakota-indianen van zo'n 240.000 km² groot in het westen van de huidige Amerikaanse staat South Dakota en het noorden van Nebraska dat werd opgericht door het Verdrag van Fort Laramie in 1868. 
Het reservaat bestond tot 1889, hoewel er in 1877 al grote delen werd opgeëist door de Amerikaanse overheid nadat een expeditie onder leiding van George Armstrong Custer een goldrush op gang bracht in de Black Hills; dat leidde tot de Grote Siouxoorlog van 1876, waarna de overheid de regio annexeerde. In 1889 hief de overheid het resterende reservaat op en richtte ze vijf kleinere reservaten op, grotendeels gelegen binnen de grenzen van het Great Sioux Reservation:
- Standing Rock Reservation
- Cheyenne River Reservation
- Lower Brule Indian Reservation
- Rosebud Indian Reservation
- Pine Ridge Indian Reservation.